# Believer (film)
Believer je americký dokumentární film z roku 2018, který režíroval Don Argott. Snímek měl světovou premiéru na filmovém festivalu Sundance dne 20. ledna 2018. Název filmu odkazuje na stejnojmennou píseň od Imagine Dragons, která vyšla 1. února 2017.

## Děj
Dokument sleduje snahy zpěváka Dana Reynoldse, který chce zorganizovat hudební festival LoveLoud pro LGBT komunitu v Oremu. To se mu podařilo v srpnu 2017, kdy vystoupil se svou kapelou Imagine Dragons v Brent Brown Ballpark University Utah Valley před 17 000 lidmi. Dan Reynolds se jako mormon nedokázal ztotožnit s vírou a najít naději v Boha, na rozdíl od svých osmi starších sourozenců. Podle Reynoldse získal svůj nadhled především díky své manželce Aje Volkmanové. Reynolds ve filmu konfrontuje mormonskou církev o jejím postoji k LGBTQ scéně.

## Ocenění
- Hollywood Film Awards: Hollywood Documentary Award
- Hollywood Professional Association Awards: nominace v kategorii Outstanding Editing – Feature Film (Demian Fenton)
- Miami Film Festival: nominace na Knight Documentary Achievement Award jako nejlepší dokumentární film (Don Argott)